# Гаетано Троїна
Гаетано Троїна (італ. Gaetano Troina; нар. 14 лютого 1987, Борго-Маджоре, Сан-Марино) — санмаринський політичний і державний діяч, капітан-регент Сан-Марино спільно з Філіппо Тамальїні з 1 жовтня 2023 року по 1 квітня 2024 року.

## Біографія
Гаетано Троїна народився 14 лютого 1987 року в Борго-Маджоре. Із 2001 року він навчався у середній школі Сан-Марино, отримав у 2006 році атестат класичної середньої школи. Після закінчення школи вивчав право в Болонському університеті, де у 2011 році отримав ступінь магістра права. У 2013 році отримав диплом за професією юриста та нотаріуса в Юридичному інституті Сан-Марино Університету Республіки Сан-Марино. У 2018 році був одним із основних організаторів створення в рідній державі нової партії «Domani Motus Liberi». Троїна один із лідерів нової партії, хто в червні 2018 року представляв її на презентації. У Генеральну раду Сан-Марино обрався в 2019 році.
У середині вересня 2023 року Велика та Генеральна рада обрала його та Філіппо Тамальїні капітанами-регентами Сан-Марино на період із 1 жовтня 2023 року по 1 квітня 2024 року. 1 жовтня вступив на посаду капітан-регента Сан-Марино.